# Kurt Adolff
Kurt Adolff, nemški dirkač Formule 1, * 5. november 1921, Stuttgart, Nemčija, † 24. januar 2012.

## Življenjepis
Adolff je v Svetovnem prvenstvu Formule 1 nastopil le na domači dirki za Veliko nagrado Nemčije v sezoni 1953, kjer je z dirkalnikom Ferrari 166 privatnega moštva Ecurie Espadon odstopil v tretjem krogu. 

## Popolni rezultati Formule 1
(legenda) (odebeljene dirke pomenijo najboljši štartni položaj, poševne pa najhitrejši krog, †-uvrščen kljub odstopu)
| Leto | Moštvo         | Šasija      | Motor       | 1   | 2   | 3   | 4   | 5   | 6  | 7       | 8   | 9   | Prv | Toč |
| ---- | -------------- | ----------- | ----------- | --- | --- | --- | --- | --- | -- | ------- | --- | --- | --- | --- |
| 1953 | Ecurie Espadon | Ferrari 166 | Ferrari V12 | ARG | 500 | NIZ | BEL | FRA | VB | NEM Ret | ŠVI | ITA | -   | 0   |